# Volandia
Volandia je letecké muzeum ve městě Somma Lombardo v Itálii. Je umístěno na okraji milánského mezinárodního letiště Malpensa. Je to největší italské letecké muzeum.

## O muzeu
Muzeum otevřelo roku 2010 v bývalé továrně leteckého výrobce Caproni. Má plochu 60 000 m2. Exponáty jsou vystaveny ve venkovní expozici i v krytých výstavních halách. Ve sbírkách muzea se nachází více než 100 letounů, dále vrtulníky, kluzáky a další artefakty spojené s letectvím. Součástí muzea Volandia jsou i další sbírky, například sbírka automobilů a prototypů od společnosti Bertone a muzeum venované italskému automobilovéomu designérovi Flaminio Bertonimu.

## Galerie

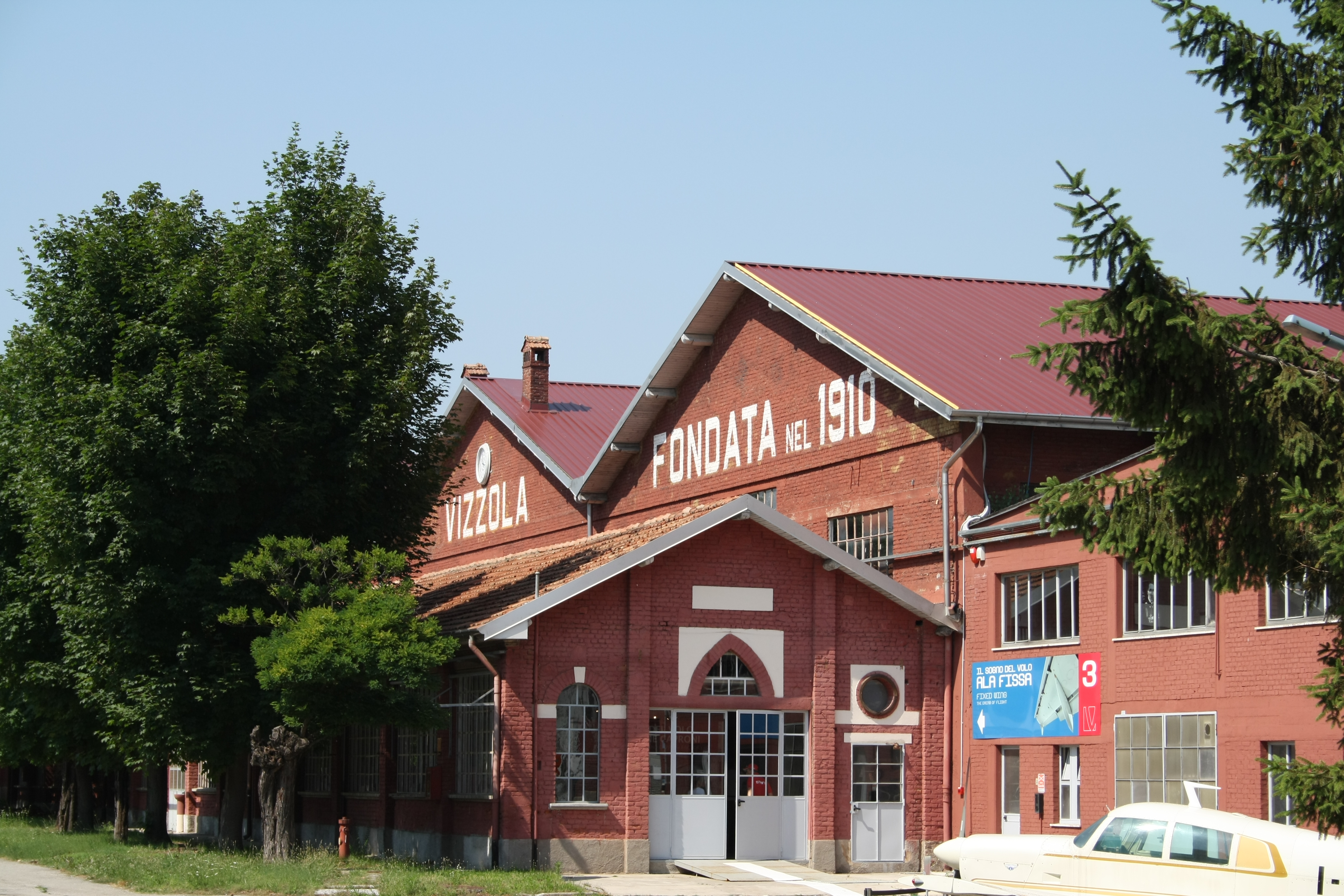
Muzeum se nachází v továrně leteckého výrobce Caproni
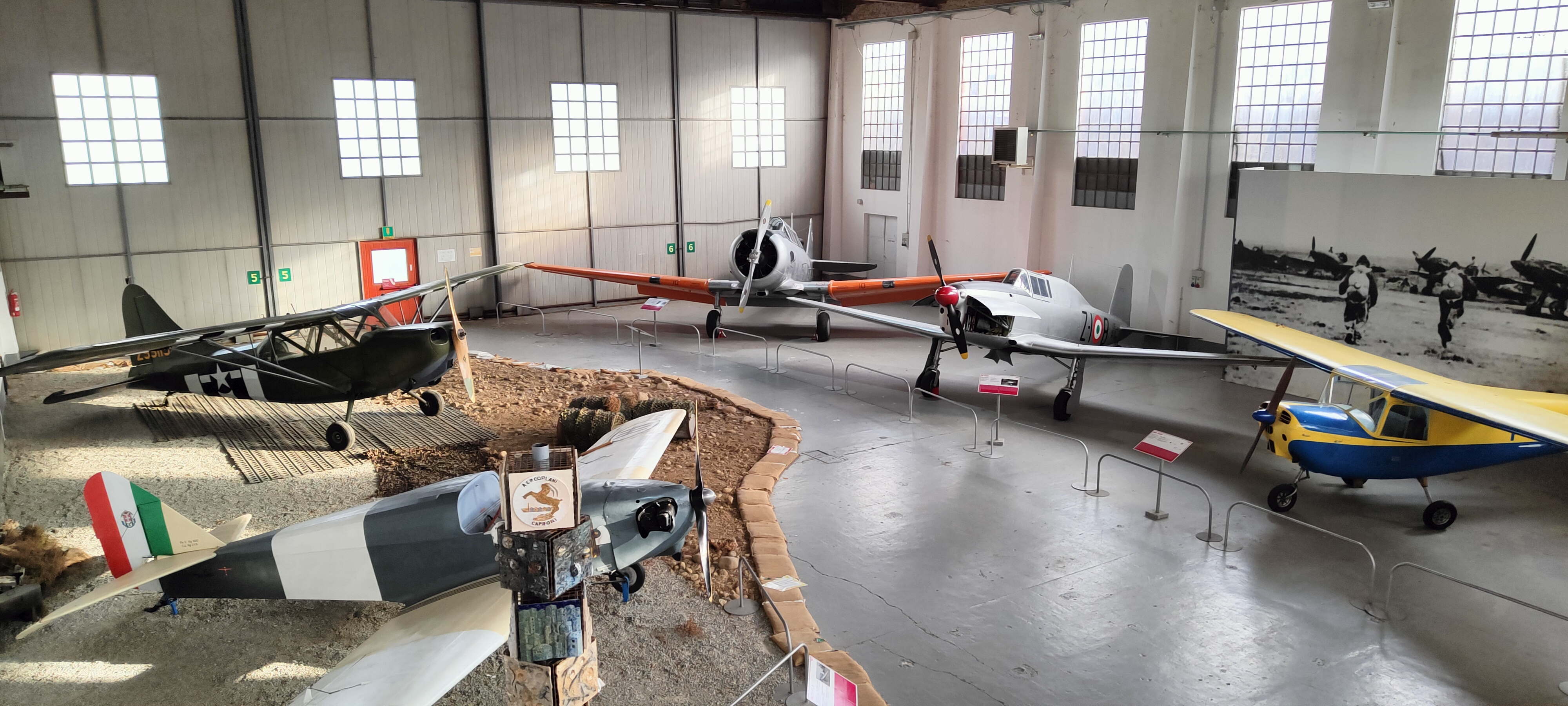
Jedna z expozic
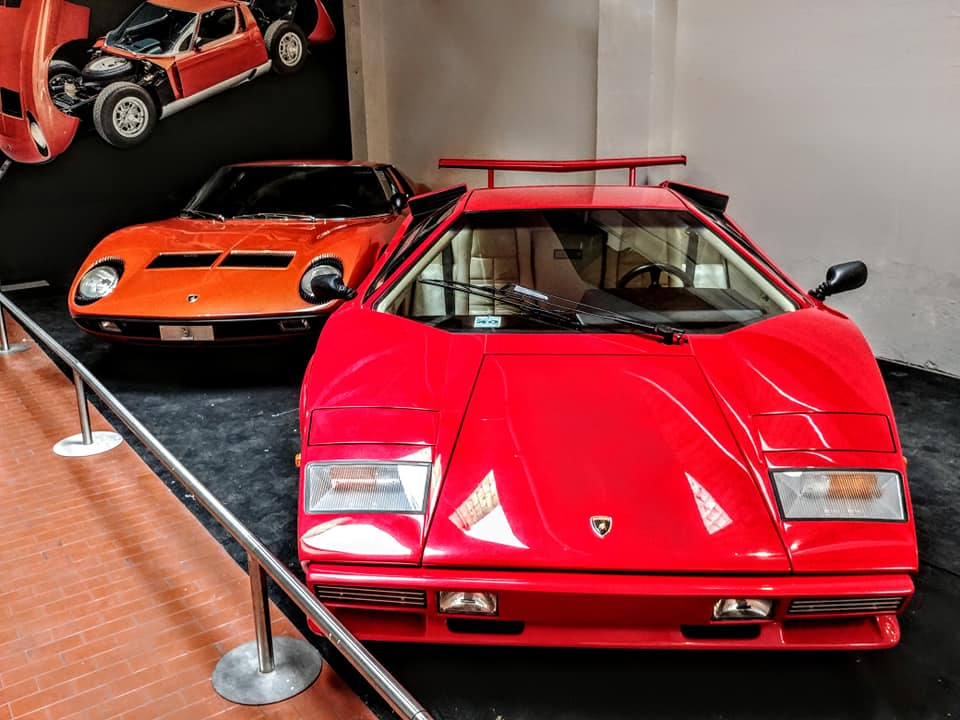
Sportovní automobily Lamborghini Miura a Lamborghini Countach
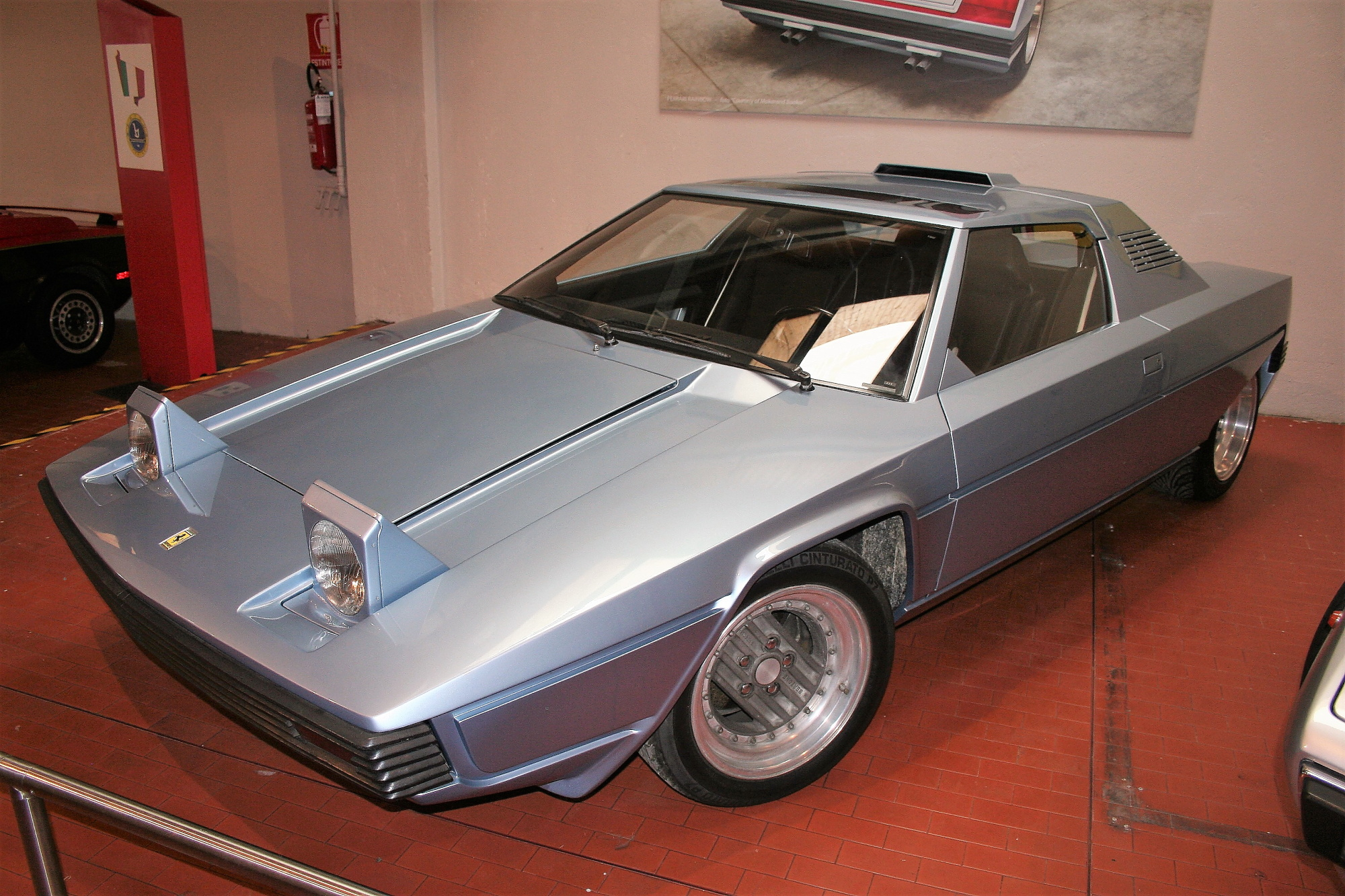
Vozidlo se sbírky Bertone collection
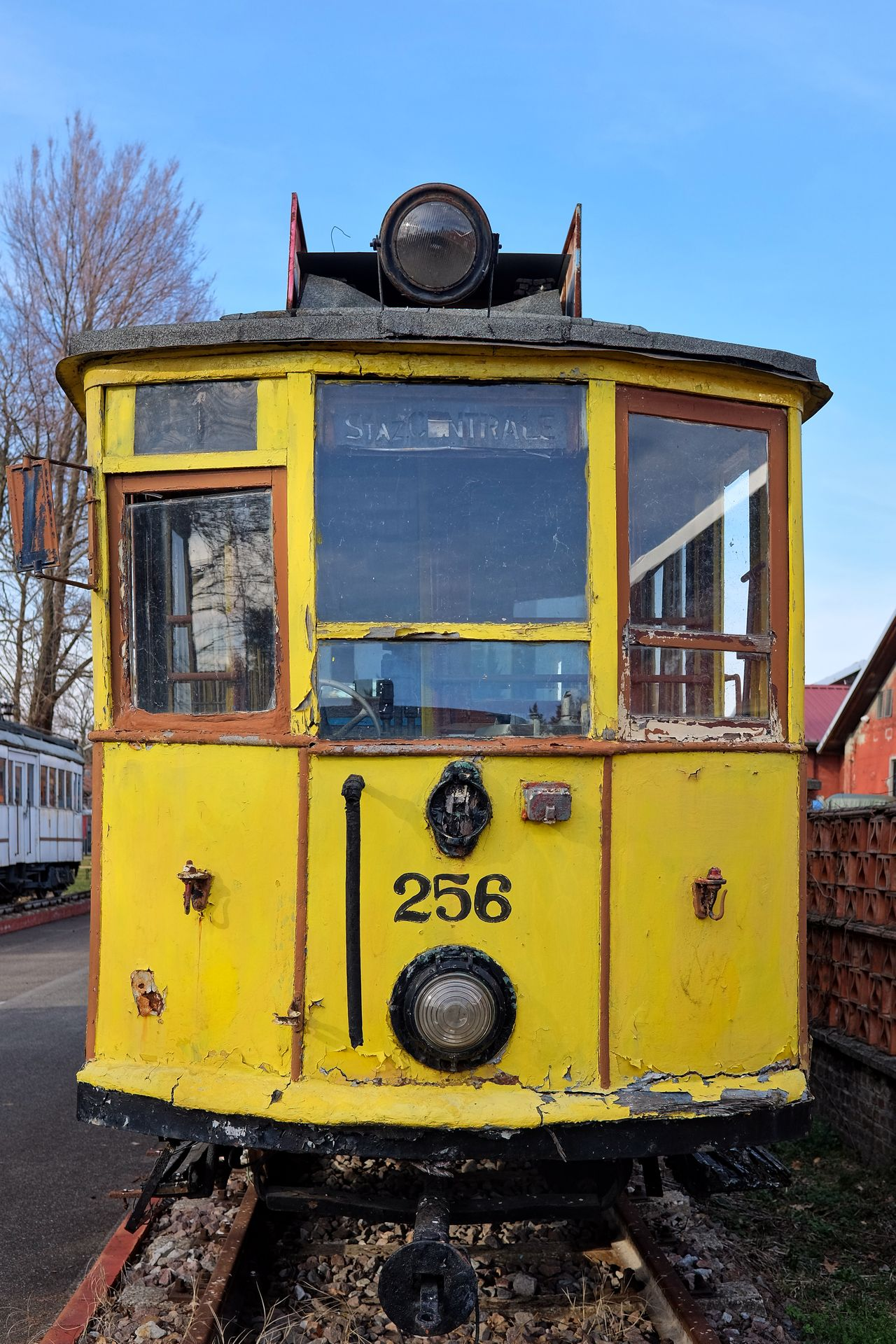
Tramvaj typu Edison
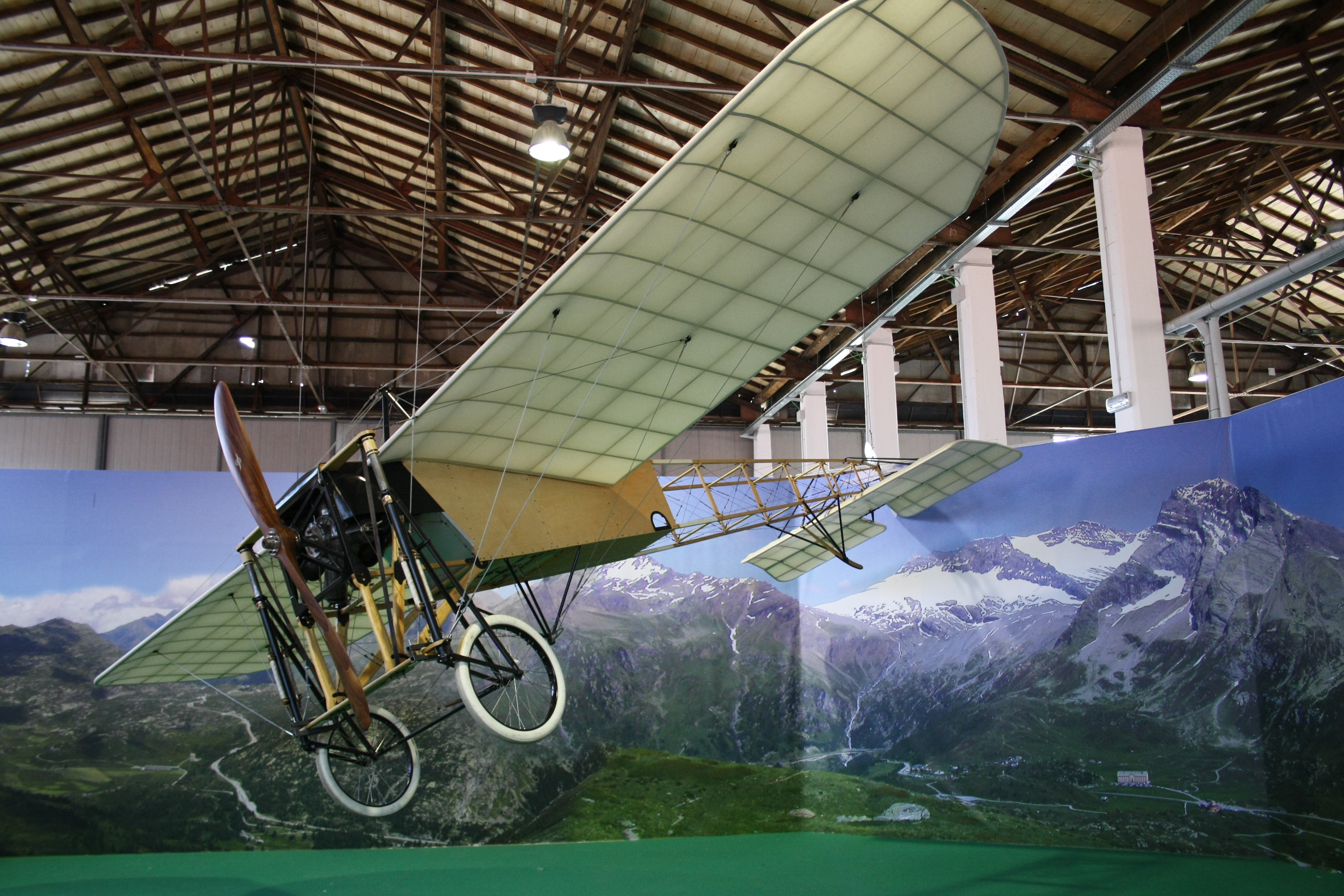
Blériot XI
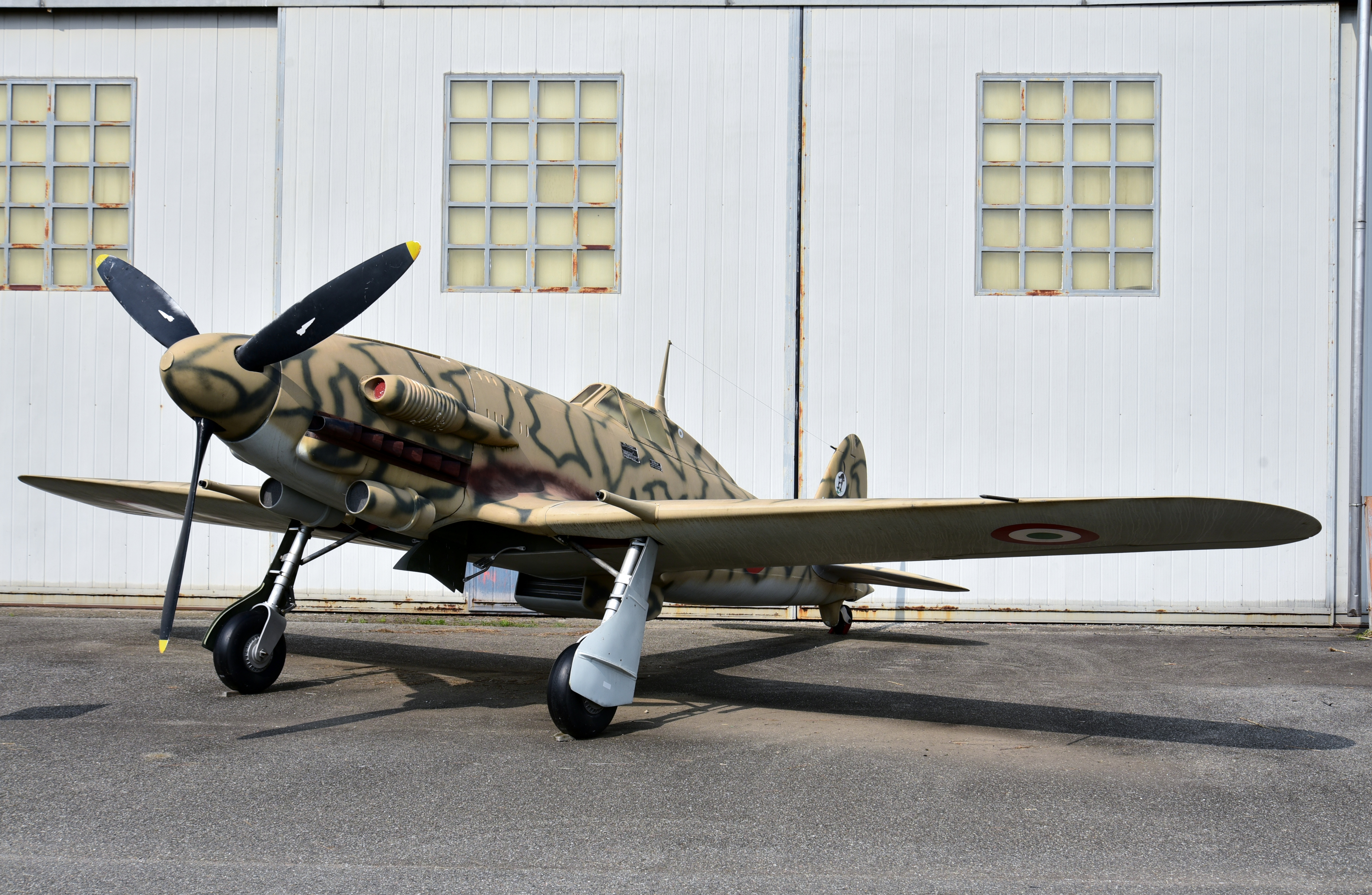
Macchi MC.205 Veltro
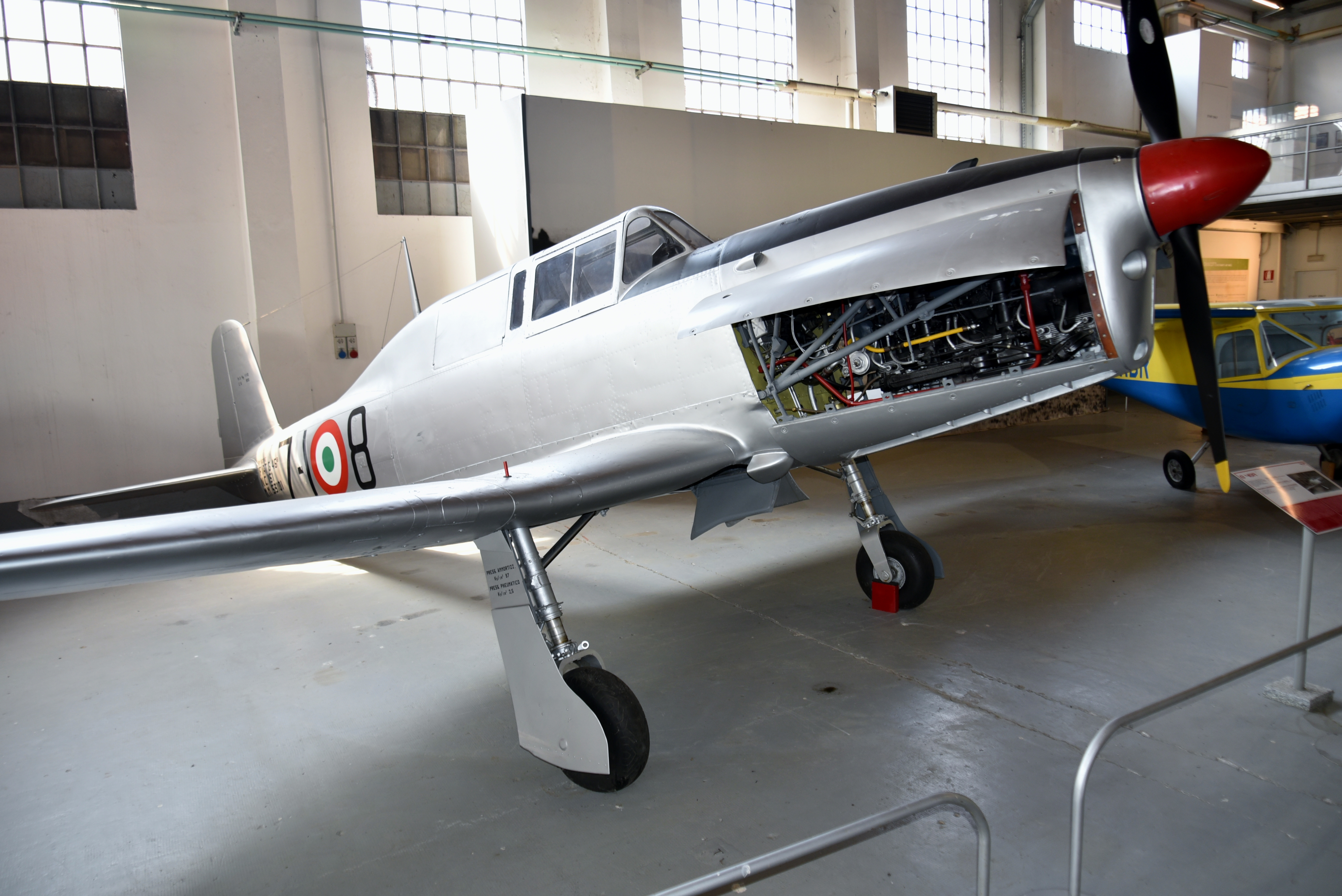
Fiat G.46
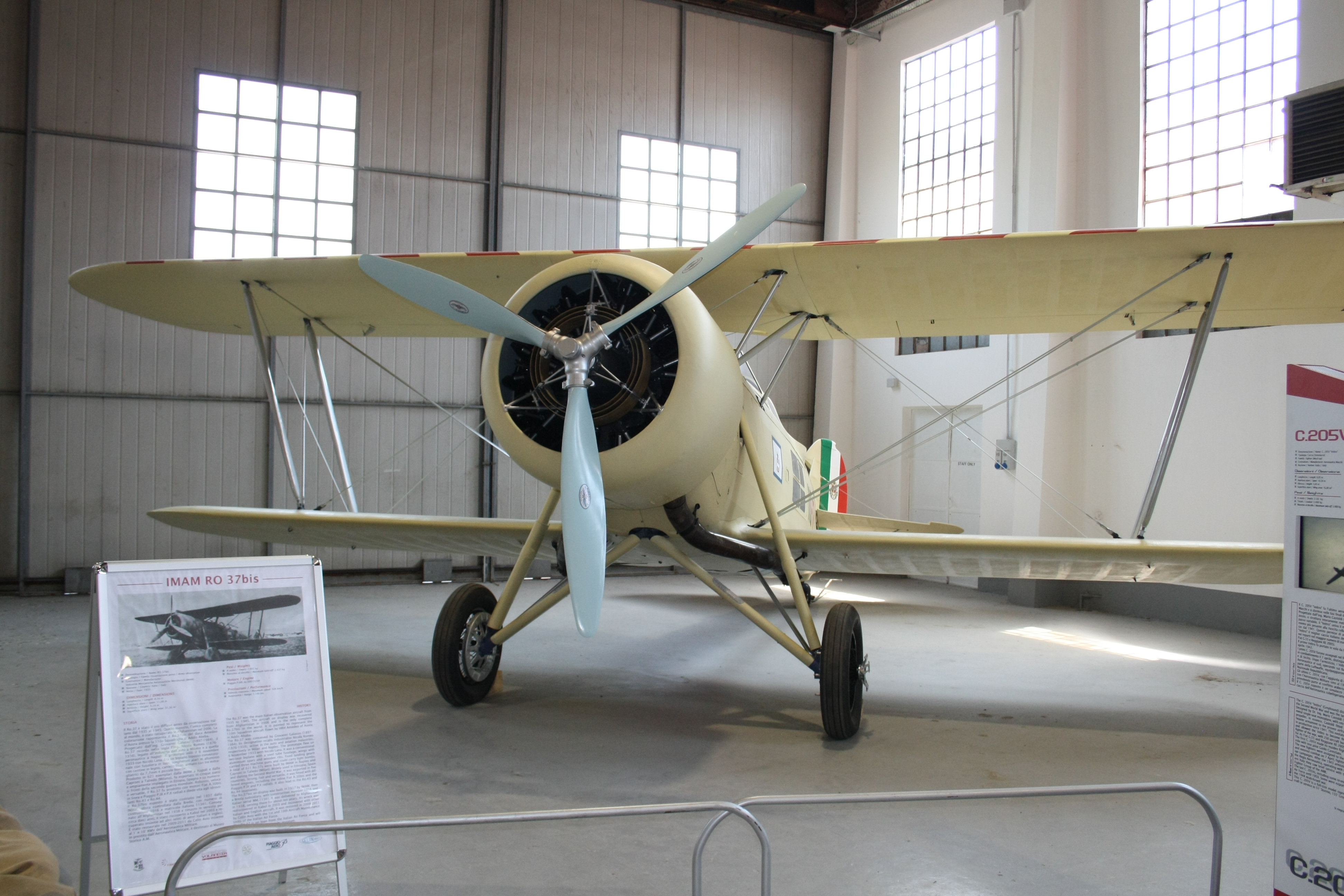
IMAM Ro.37
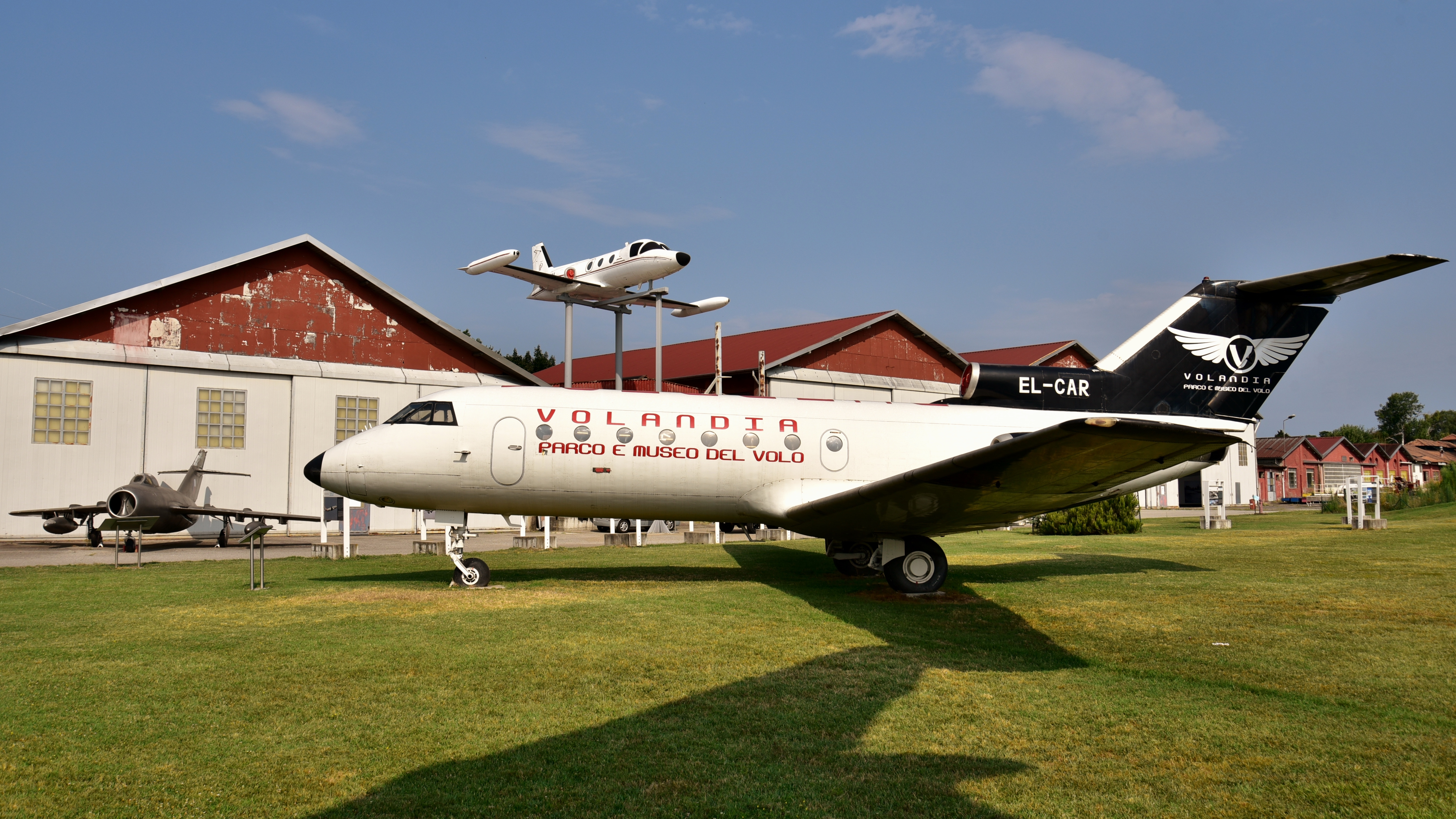
Jakovlev Jak-40
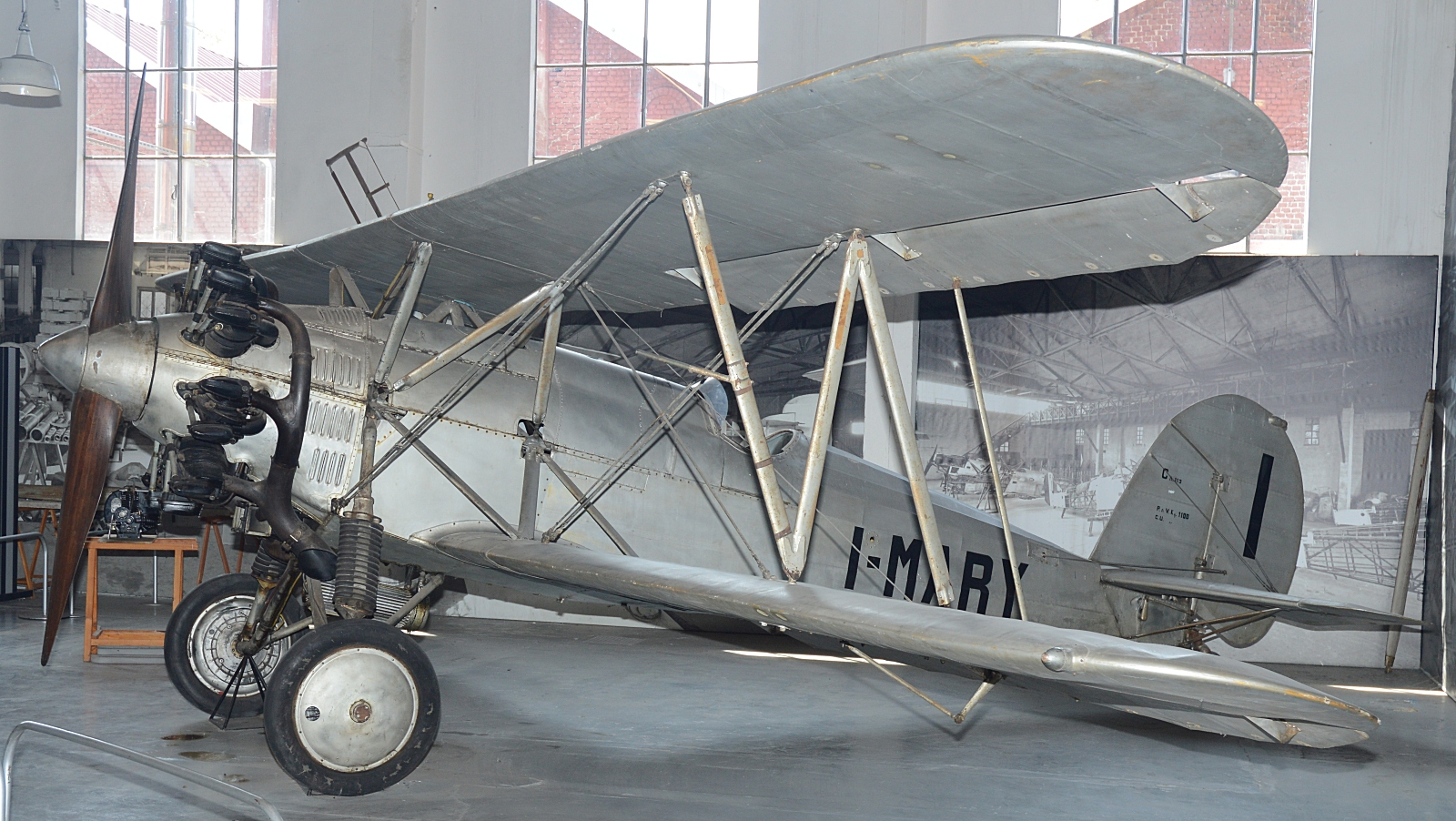
Jediný dochovaný Caproni Ca.113 s imatrikulací I-MARY
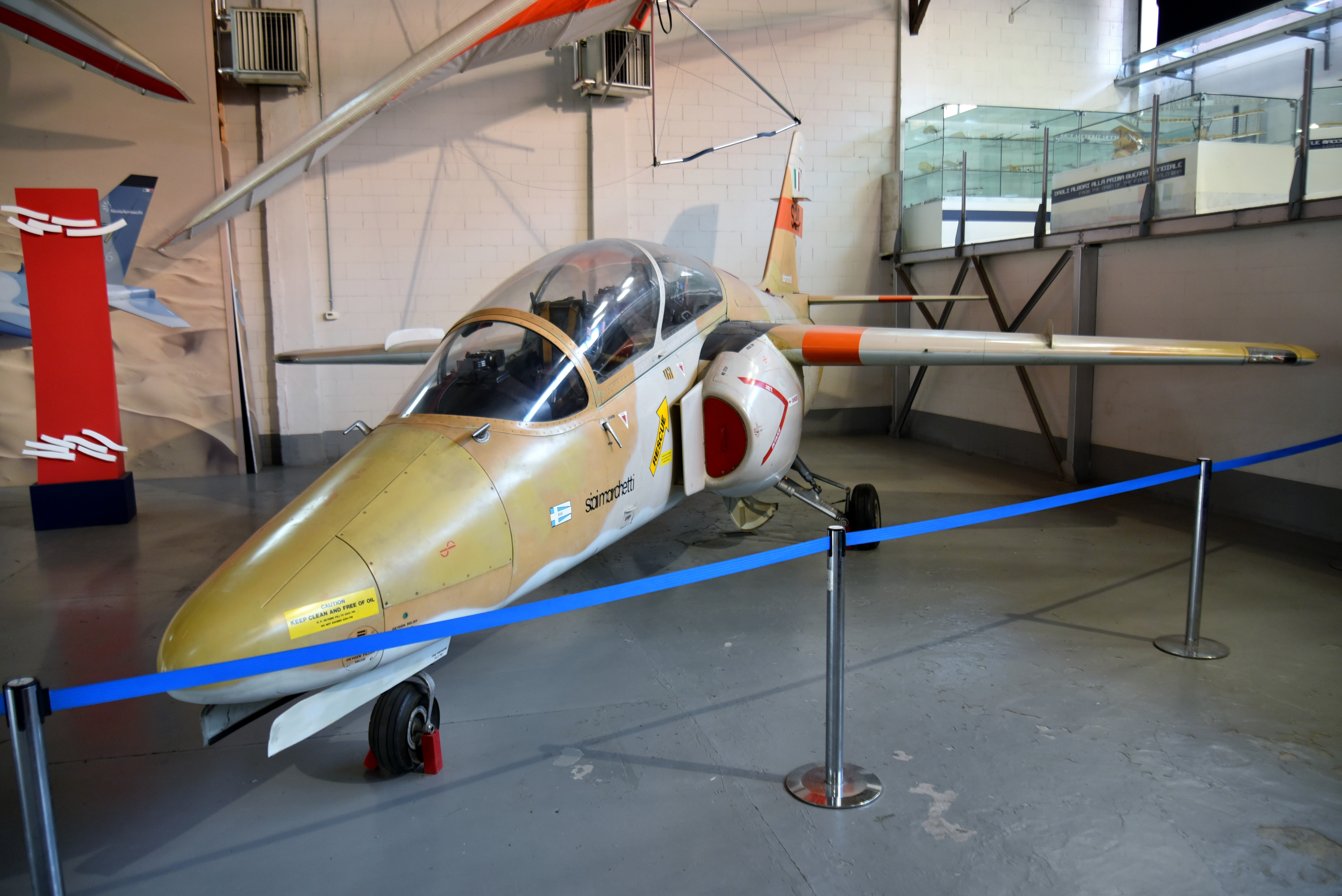
SIAI-Marchetti S.211
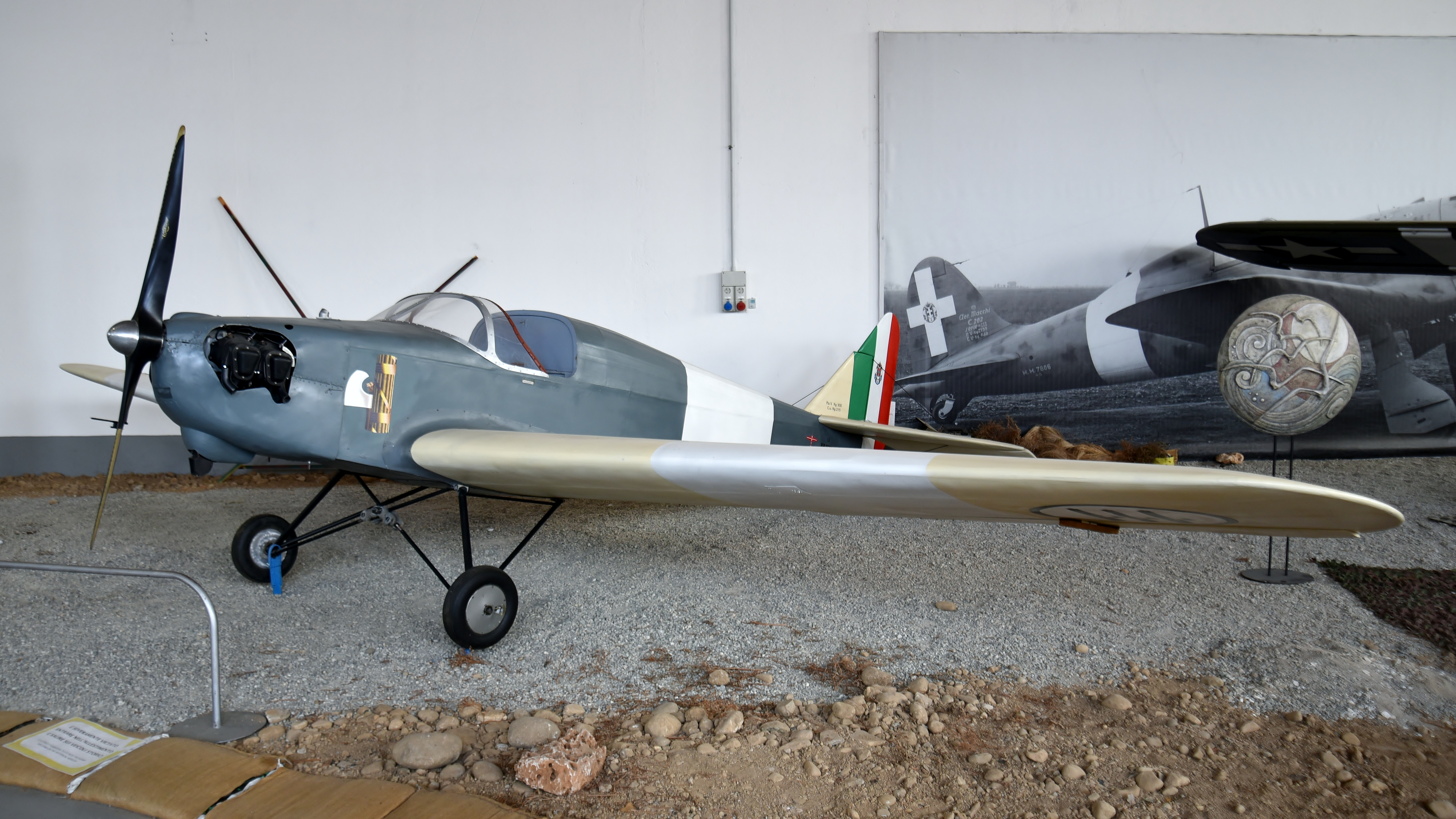
A.V.I.A. Lombardi FL-3
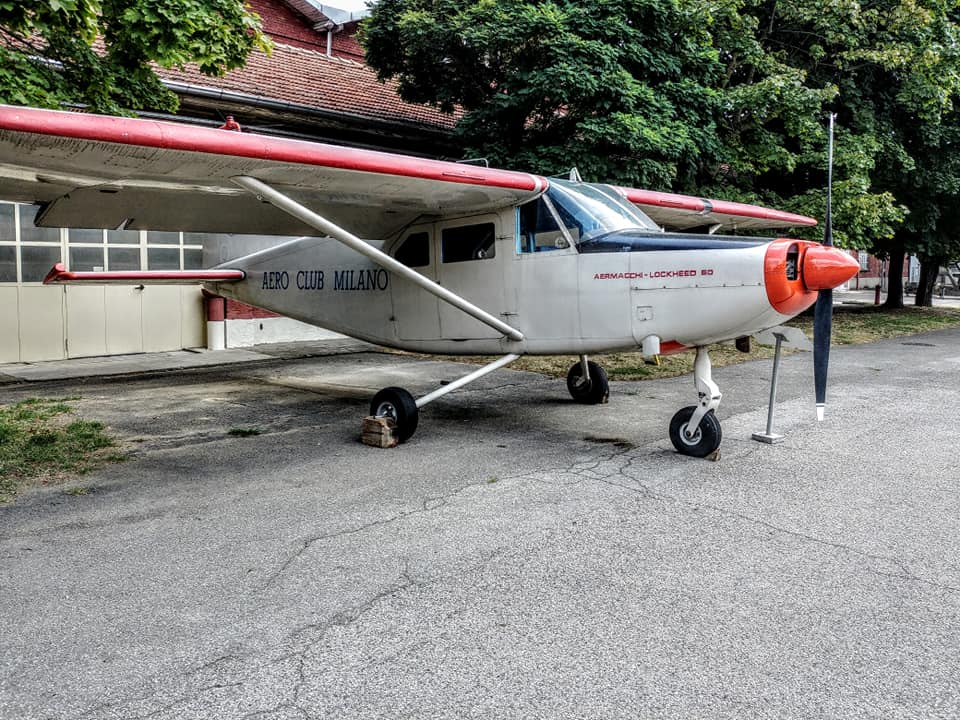
Aermacchi AL-60